# Norman Reedus
Norman Mark Reedus (Hollywood, Florida; 6 de enero de 1969) es un actor y modelo estadounidense. Se le conoce principalmente por su papel de Daryl Dixon en la serie de televisión The Walking Dead y por encarnar al personaje de Murphy MacManus en la película The Boondock Saints (1999). También ha dirigido varios vídeos y ha posado para varios diseñadores de moda. Además, protagonizó el videojuego de Hideo Kojima, Death Stranding (2019), y su más reciente entrega Death Stranding 2: On the Beach (2025) interpretando a Sam Porter Bridges en ambos casos.

## Biografía
Norman Reedus nació en Hollywood, Florida, y meses más tarde su familia se trasladó a Los Ángeles, California. Tras abandonar su casa a la edad de 12 años, residió durante mucho tiempo en Reino Unido, España y Japón. Fue descubierto en una fiesta en Los Ángeles mientras compaginaba su trabajo en una tienda de motos Harley-Davidson en Venice, Los Ángeles, con su trabajo gráfico como pintor, fotógrafo y escultor para distintos espectáculos. Su primera actuación fue en la obra Maps for Drowners en el Tiffany Theater de Sunset Boulevard y su primer papel en el cine fue con el filme de terror de Guillermo del Toro Mimic interpretando a Jeremy. Desde sus inicios trabajó como modelo para marcas como Prada, Alessandro Dell'Acqua, D'urban, Levi's y Lexus, entre otras.
Se le conoce principalmente por su papel de Murphy MacManus en la película The Boondock Saints y su continuación The Boondock Saints II: All Saints Day, escritas y dirigidas por Troy Duffy, compartiendo cartel con Sean Patrick Flanery y Willem Dafoe. Tuvo papeles en Floating, Six Ways to Sunday, Jóvenes salvajes, Blade II, Rumores que matan, Mimic, 8mm, American Gangster, Hero Wanted y Operación Moscú entre otras, así como su papel protagonista en la película Red Canyon encarnando a Mac.
En 2010 fue llamado a participar en la serie de televisión de AMC The Walking Dead para dar vida al personaje de Daryl Dixon. Este personaje fue diseñado exclusivamente para él, dado que no aparece en el cómic original, basándose en la personalidad del actor. Su papel de Daryl no solo abarca la serie de televisión, sino también un videojuego protagonizado por los hermanos Dixon llamado The Walking Dead: Survival Instinct. En mayo de 2011, Reedus apareció en el videoclip del single «Judas» de Lady Gaga donde encarnaba a Judas Iscariote. También ha participado en videoclips de Radiohead, Björk, R.E.M. y Marilyn Manson.

## Vida personal
Tiene un hijo llamado Mingus Lucien Reedus nacido el 13 de octubre de 1999, con la modelo Danesa Peruana Helena Christensen, con quien mantuvo una relación desde 1998 hasta 2003.
Reedus sufrió un grave accidente en 2005 después de un concierto de R.E.M. en Alemania, el cual le costó una compleja cirugía en su ojo derecho para recuperar la estética de su rostro, temiendo no poder continuar trabajando como actor debido a la lesión causada; sin embargo, tras recuperarse se reincorporó de nuevo a su trabajo sin problemas.
Durante las grabaciones de la tercera temporada de The Walking Dead, se sabe que tuvo una relación con su compañera de reparto Laurie Holden (Andrea en la serie). 
Desde 2016 se encuentra saliendo con la actriz y modelo alemana Diane Kruger. El primer hijo —una niña— de la pareja y el segundo de Norman nació en noviembre de 2018.
Actualmente, al margen de su trabajo como Daryl Dixon en la serie de televisión The Walking Dead y el show de motocicletas Ride with Norman Reedus en donde él es el presentador, muestra sus trabajos artísticos en galerías de Nueva York, Berlín y Fráncfort del Meno con el fin de recaudar fondos, los cuales son destinados a obras de caridad.

## Carrera

### Cine y televisión
Reedus interpretó a Jeremy en su debut cinematográfico principal, Mimic y Mac en el Red Canyon de Giovanni Rodríguez. Reedus interpretó a Murphy MacManus en la película de 1999 The Boondock Saints. Repitió el papel en la secuela de 2009 The Boondock Saints II: All Saints Day. Interpretó a Scud en Blade II. Fue estrella invitada en Charmed como Nate, el novio de Paige (Rose McGowan). Reedus protagonizó Hello Herman, que se estrenó a nivel nacional y bajo demanda el 7 de junio de 2013. Reedus protagoniza actualmente la serie de realidad Ride with Norman Reedus, que se estrenó en junio de 2016.

#### The Walking Dead
En 2010, Reedus comenzó a interpretar a Daryl Dixon (su papel fue creado exclusivamente para el) en la serie de televisión AMC The Walking Dead, un drama de terror sobre un grupo de amigos y familiares que luchan por sobrevivir en un mundo apocalíptico violento poblado de zombis carnívoros y los pocos humanos sobrevivientes, algunos de los cuales son aún más diabólicos y peligrosos que los propios caminantes. El personaje no estaba originalmente en la serie de cómics del mismo nombre, pero fue creado específicamente para Reedus después de su audición para el personaje de Merle Dixon. El creador de cómics de The Walking Dead, Robert Kirkman, se siente "absolutamente bendecido de que Reedus haya honrado el programa con su presencia, y la forma en que entró y asumió ese papel y definió a Daryl Dixon. Muchas de las representaciones de Reedus del personaje en la primera temporada inspiraron todos los escritores para hacer lo que hicimos con él en la segunda temporada. Nos encanta escribirlo y terminar haciendo cosas geniales con él". El drama se ha convertido en el mejor clasificado en la historia del cable, rompiendo todos los registros anteriores. Reedus fue nominado para un Premio Saturno al Mejor Actor de Reparto por su actuación.

#### Modelaje, videos musicales y arte
Reedus ha modelado para Prada, Alessandro Dell'Acqua, Durban, Levi's, Lexus y Morgenthal Fredrics. En 2015, Reedus posó para un anuncio de Cruelty Free International en apoyo de poner fin a las pruebas cosméticas en animales.
A mediados de la década de 1990, mientras trabajaba como modelo, apareció en los videos musicales de "Wicked As It Seems" de Keith Richards, "Violently Happy" de Björk, "Flat Top" de Goo Goo Dolls, "Cat's in the Cradle" de Ugly Kid Joe, "Strange Currencies" de R.E.M. y "Fake Plastic Trees" de Radiohead. En 1999, apareció en el video de "Mean to Me" de Tonic. Desde que alcanzó la fama como actor, también apareció en los videos de "Judas" de Lady Gaga, "Sun Down" de Tricky (ft. Tirzah), "Gypsy Woman" de Hilary Duff y "No Cities to Love" de Sleater-Kinney.
También es pintor, escultor y fotógrafo, y actualmente muestra su obra en galerías de Nueva York, Berlín y Frankfurt. Lanzó un libro de fotografía el 31 de octubre de 2013, llamado The Sun's Coming Up... Like A Big Bald Head, y en septiembre de 2014 anunció una compilación de fan art llamada Thanks For All The Niceness.

## Filmografía
| Año  | Título                                 | Personaje                  | Notas                             |
| ---- | -------------------------------------- | -------------------------- | --------------------------------- |
| 1997 | Floating                               | Van                        | Rol debut                         |
| 1997 | Mimic                                  | Jeremy                     |                                   |
| 1998 | I'm Losing You                         | Toby                       |                                   |
| 1998 | Six Ways to Sunday                     | Harold                     |                                   |
| 1998 | Reach the Rock                         | Danny                      |                                   |
| 1998 | Dark Harbor                            | Hombre joven               |                                   |
| 1998 | David Is Dead                          | Larry                      |                                   |
| 1999 | Let the Devil Wear Black               | Brautigan                  |                                   |
| 1999 | 8mm                                    | Warren Anderson            |                                   |
| 1999 | The Boondock Saints                    | Murphy MacManus            |                                   |
| 2000 | Beat                                   | Lucien Carr                |                                   |
| 2000 | Gossip                                 | Travis                     |                                   |
| 2000 | Bad Seed                               | Jonathan Casey             |                                   |
| 2000 | Sand                                   | Jack                       |                                   |
| 2001 | The Beatnicks                          | Nick Hero                  |                                   |
| 2002 | Luster                                 | Sextools Delivery Boy      |                                   |
| 2002 | Blade II                               | Scud                       |                                   |
| 2002 | Deuces Wild                            | Marco                      |                                   |
| 2003 | Nobody Needs to Know                   | Kurt                       |                                   |
| 2003 | Tough Luck                             | Archie                     |                                   |
| 2003 | Octane                                 | The Recovery man           |                                   |
| 2003 | Overnight                              | Él Mismo                   | Documental                        |
| 2004 | Until the Night                        | Robert                     |                                   |
| 2004 | Great Wall Great Medicine              | Norman                     |                                   |
| 2005 | Antibodies                             | Polizist Schmitz           |                                   |
| 2005 | The Notorious Bettie Page              | Billy Neal                 |                                   |
| 2006 | Walls                                  | Henry Flesh                | Cortometraje                      |
| 2006 | A Crime                                | Vicent Harris              |                                   |
| 2006 | I Thought of You                       |                            | Cortometraje, Director y Escritor |
| 2006 | Killer Queen                           | Jack Trust                 |                                   |
| 2007 | American Gangster                      | Detective Norman Reilly    |                                   |
| 2007 | Moscow Chill                           | Ray Perso                  |                                   |
| 2008 | Hero Wanted                            | Swain                      | Direct-to-DVD                     |
| 2008 | Meet Me in Berlin                      | Americano no nombrado      | Cortometraje                      |
| 2008 | Red Canyon                             | Mac                        |                                   |
| 2008 | Dead*Line                              | Seth                       | Cortometraje                      |
| 2008 | Clown                                  | Lucien                     | Cortometraje                      |
| 2008 | Cadillac Records                       | Ingeniero de Chess Records |                                   |
| 2008 | Echoes of Extinction                   | Eric Richards              |                                   |
| 2008 | Styrofoam Soul                         | Joe                        |                                   |
| 2009 | The Chase (S)                          | Tipo peligroso             | Cortometraje                      |
| 2009 | The Messengers 2: The Scarecrow        | John Rollins               | Direct-to-DVD                     |
| 2009 | Pandorum                               | Shepard                    |                                   |
| 2009 | The Boondock Saints II: All Saints Day | Murphy MacManus            |                                   |
| 2010 | Meskada                                | Dennis Burrows             |                                   |
| 2010 | The Conspirator                        | Lewis Paynw                |                                   |
| 2010 | Ollie Klublershturf vs the Nazis       | Barry                      | Cortometraje                      |
| 2010 | 8 Uhr 28                               | Extraño                    |                                   |
| 2012 | Hello Herman                           | Lax Morales                |                                   |
| 2012 | Night of the Templar                   | Henry Flesh                |                                   |
| 2013 | Iron Man: Rise of Technovore           | Punisher                   | Voz, Directo a DVD                |
| 2013 | Sunlight Jr.                           | Justin                     |                                   |
| 2013 | Pawn Shop Chronicles                   | stanley                    |                                   |
| 2014 | Stretch                                | Él Mismo                   | Cameo                             |
| 2014 | Lennon or McCartney                    | Él Mismo                   | Cortometraje, Documental          |
| 2015 | Vacaciones                             | Trucker                    | Cameo                             |
| 2015 | Air                                    | Bauer                      |                                   |
| 2015 | Sky                                    | Diego                      |                                   |
| 2016 | Triple 9                               | Russell Welsh              |                                   |
| 2017 | Alien Invasion: S.U.M.1                | K.E.R.4 (voz)              |                                   |
| 2018 | The Limit                              |                            | VR                                |
| 2023 | The Bikeriders                         | Funny Sonny                |                                   |
| 2025 | ballerina                              |                            |                                   |

### Televisión
| Año         | Serie                             | Personaje              | Notas                                                                              |
| ----------- | --------------------------------- | ---------------------- | ---------------------------------------------------------------------------------- |
| 2003        | Charmed                           | Nate Parks             | 2 Episodios                                                                        |
| 2005        | Masters of Horror                 | Kirby                  | Episodio «Cigarette Burns»                                                         |
| 2006        | Law & Order: Special Victims Unit | Derek Lord             | Episodio «Influence»                                                               |
| 2006        | 13 Graves                         | Norman                 | Película para televisión                                                           |
| 2010        | Hawaii Five-0                     | Anton Hesse            | Episodio Piloto                                                                    |
| 2010 - 2022 | The Walking Dead                  | Daryl Dixon            | Recurrente (Temporada 1, 4 episodios) Protagonista (Temporada 2-11, 145 episodios) |
| 2016        | American Dad!                     | Tim (Voz)              | 1 Episodio                                                                         |
| 2016        | Turbo FAST                        | Wild Pete (Voz)        | 1 Episodio                                                                         |
| 2016        | Voltron: Legendary Defender       | Rolo (Voz)             | 1 Episodio                                                                         |
| 2016-2021   | Ride with Norman Reedus           | Él mismo               | Conductor, 30 Episodios                                                            |
| 2017        | Robot Chicken                     | Daryl Dixon            | Voz                                                                                |
| 2018        | Ballmastrz: 9009                  | Bacchus LaBrute (Voz)  | 1 Episodio                                                                         |
| 2021        | Helluva Boss                      | Striker (Voz)          | Episode 5: "The Harvest Moon Festival"                                             |
| 2021        | The Walking Dead: Origins         | Daryl Dixon / El mismo | Episodio: "Daryl’s Story"                                                          |
| 2023-2024   | The Walking Dead: Daryl Dixon     | Daryl Dixon            | Protagonista                                                                       |

### Videojuegos
| Año  | Título                              | Papel              | Desarrolladora     |
| ---- | ----------------------------------- | ------------------ | ------------------ |
| 2013 | The Walking Dead: Survival Instinct | Daryl Dixon        | Terminal Reality   |
| 2014 | Silent Hills                        |                    | Konami             |
| 2019 | Death Stranding                     | Sam Porter Bridges | Kojima Productions |
| 2025 | Death Stranding 2: On the Beach     | Sam Porter Bridges | Kojima Productions |

### Videos musicales
| Año  | Título                 | Artista        |
| ---- | ---------------------- | -------------- |
| 1992 | "Wicked as it Seems"   | Keith Richards |
| 1994 | "Violently Happy"      | Björk          |
| 1995 | "Strange Currencies"   | R.E.M.         |
| 1995 | "Fake Plastic Trees"   | Radiohead      |
| 2011 | "Judas"                | Lady Gaga      |
| 2015 | "It Just Feels"        | Jihae          |
| 2020 | "Don't Chase The Dead" | Marilyn Manson |

## Premios y nominaciones
| Año  | Premio                             | Categoría                               | Trabajo Nominado       | Resultado | Ref.   |
| ---- | ---------------------------------- | --------------------------------------- | ---------------------- | --------- | ------ |
| 1998 | Gotham Awards                      | Actor de vanguardia                     | Six Ways to Sunday     | Nominado  | [ 8 ]  |
| 2012 | Saturn Awards                      | Mejor actor de reparto                  | The Walking Dead       | Nominado  | [ 9 ]  |
| 2012 | Satellite Awards                   | Mejor Conjunto de Televisión            | The Walking Dead       | Ganador   | [ 10 ] |
| 2012 | IGN Awards                         | Mejor héroe                             | The Walking Dead       | Ganador   | [ 11 ] |
| 2012 | IGN People's Choice Awards         | Mejor héroe                             | The Walking Dead       | Ganador   | [ 11 ] |
| 2014 | EWwy Awards                        | Mejor actor de reparto                  | The Walking Dead       | Nominado  | [ 12 ] |
| 2014 | New York City Horror Film Festival | Premio a la Trayectoria                 | Varios                 | Ganador   | [ 13 ] |
| 2015 | Saturn Awards                      | Mejor actor de reparto en la televisión | The Walking Dead       | Nominado  | [ 14 ] |
| 2015 | Fangoria Chainsaw Awards           | Mejor actor de TV                       | The Walking Dead       | Ganador   | [ 15 ] |
| 2017 | Saturn Awards                      | Mejor actor de reparto en una serie     | The Walking Dead       | Nominado  | [ 16 ] |
| 2018 | Critics' Choice Awards             | Mejor serie de realidad                 | RIDE con Norman Reedus | Nominado  | [ 17 ] |